# 상투메 프린시페의 국장

상투메 프린시페의 국장

상투메 프린시페의 국장은 1975년에 제정되었다.
국장 가운데에 그려져 있는 노란색 방패 안에는 야자나무가 그려져 있으며 방패 위에는 파란색 별이 그려져 있다. 방패 왼쪽에는 매가 그려져 있으며 방패 오른쪽에는 앵무새가 그려져 있다.
국장 위쪽에 있는 리본에는 상투메 프린시페의 공식 명칭인 "상투메 프린시페 민주 공화국"("República Democrática de São Tomé e Príncipe")이 포르투갈어로 쓰여져 있다. 국장 아래쪽에 있는 리본에는 상투메 프린시페의 나라 표어인 "단결, 훈련, 노동"("Unidade, Disciplines, Trabalho")이 포르투갈어로 쓰여져 있다.

## 역대 상투메 프린시페의 국장

포르투갈령 상투메 프린시페의 문장 (1935년 5월 8일 ~ 1951년 6월 11일)
포르투갈령 상투메 프린시페의 문장 (1951년 6월 11일 ~ 1975년 7월 12일)
포르투갈령 상투메 프린시페의 소형 문장 (1935년 5월 8일 ~ 1975년 7월 12일)